# Leigh Stevenson
Pour les articles homonymes, voir Stevenson.
Air vice-marshal Leigh Forbes Stevenson (24 avril 1895–3 mars 1989) est un commandant senior de l'Aviation royale canadienne et un homme politique canadien de la Colombie-Britannique. 
Il est député provincial de la coalition et progressiste-conservateur de la circonscription britanno-colombienne de Vancouver-Point-Grey d'une élection partielle en 1946 à 1952.

## Biographie
Né à Richibouctou au Nouveau-Brunswick, Stevenson sert dans les tranchées du front de l'Ouest pendant la Première Guerre mondiale. Il devient pilote du Royal Flying Corps de la British Army. Après la guerre, il se joint à la nouvelle Canadian Air Force (en) (CAF). Lors de la fondation de l'Aviation royale canadienne en 1924, Stevenson se joint à se corps de l'armée pendant la période de l'entre-deux-guerres.
Le 16 octobre 1940, Stevenson est nommé Air officer commanding de la RCAF au Royaume-Uni, fonction remplacé rapidement par le titre d'Air officer commanding-in-chief le 6 novembre dans les quartiers-généraux de la RCAF à Londres. En 1942, il revient au Canada pour prendre le commandement des Forces aériennes de l'Ouest.
Stevenson meurt à son domicile de Vancouver en mars 1989 à l'âge de 93 ans.